# Hans Deunk
Hans Jørgen Deunk (Moss, 27 settembre 1962) è un ex calciatore norvegese, di ruolo difensore.

## Carriera

### Club
Deunk cominciò la carriera con la maglia del Moss, vincendo in squadra la Coppa di Norvegia 1983. Nel 1984 passò al Fredrikstad e vinse immediatamente la Coppa di Norvegia 1984: diventò così il primo calciatore a vincere due edizioni consecutive della competizione, con due maglie diverse.
Nel 1989 tornò al Moss, mentre nel 1990 si accordò con l'Ekholt, club militante nelle divisioni inferiori del calcio norvegese.

### Nazionale
Deunk giocò 6 partite per la Norvegia under 21, con una rete all'attivo. Esordì il 27 aprile 1982, nel 3-1 inflitto alla Finlandia under 21. Il 12 ottobre dello stesso anno, segnò la prima rete, nel pareggio per 2-2 contro la Jugoslavia under 21. Il 13 novembre 1982, disputò l'unico incontro per la Nazionale maggiore, nell'amichevole persa per 1-0 contro il Kuwait.

## Palmarès

### Club

#### Competizioni nazionali
- Coppa di Norvegia: 2

Moss: 1983
Fredrisktad: 1984